# Anne Applebaum
Anne Elizabeth Applebaum (sinh ngày 25 tháng 7 năm 1964) là một nhà báo người Hoa Kỳ và Ba Lan, một tác giả đã đoạt giải Pulitzer mà viết rất nhiều về đề tài chủ nghĩa Cộng sản và sự phát triển của xã hội dân sự ở Trung và Đông Âu. Bà Applebaum đã từng là biên tập viên tờ The Economist, và thành viên ban biên tập của tờ The Washington Post (2002–2006). Chồng bà là nguyên bộ trưởng bộ ngoại giao Ba Lan Radosław Sikorski.

## Thời kỳ đầu
Applebaum sinh tại Washington, D.C. Cha mẹ cô là Harvey M. Applebaum